# Maurice Bourgès-Maunoury
Maurice Bourgès-Maunoury (Luisant, 1914. augusztus 19. – Párizs, 1993. február 10.) francia politikus, mérnök, ellenálló, a Negyedik Francia Köztársaság 18. miniszterelnöke.

## Pályafutása
Anyai nagyapja 1922/24-ben Raymond Poincaré belügyminisztere volt, anyai dédapja Eure-et-Loir nemzetgyűlési képviselője. Maurice Bourgès-Maunoury mérnöknek tanult az École Polytchnique-en, jogból is diplomázott, és tanulmányokat folytatott a Párizsi Politikai Tanulmányok Intézetének elődjében. 
Tüzérségi hadnagyként vett részt a franciaországi hadjáratban. Belga csapatokkal együtt szállt szembe ezrede az előre törő németekkel az Ardennekben. Bourges-Maunoury fogságba esett, Ausztriában töltött 13 hónapot hadifogságban. 1941 júliusában mérnöki minőségben, visszaküldték a megszállt Franciaországba. Ott hamarosan kapcsolatot keresett az ellenállás csoportjaival. 1942 végén átkelt a Pireneusokon, hogy csatlakozzon a Szabad Francia Erőkhöz. A spanyol határőrök elfogták, de ő kanadainak adta ki magát, hogy megakadályozza visszatoloncolását Franciaországba. Pamplonában tartották fogva több hónapig, végül brit segítséggel Gibraltáron keresztül elérte Londont 1943 elején.
Nagy-Britanniában különleges kiképzésben részesült, és szeptember 15-én érkezett Lons-le-Saunier-ba légi akció keretében. 
Először Rhône-Alpes (R1), majd az ellenállás országos katonai megbízottja. 1944 májusában Londonba repült, hogy beszámoljon a szövetségesek érkezésének előkészítéséről. 1944. június első hetében ejtőernyővel dobták le két társával Clunybe. Lyon felszabadulása után Párizsba indult katonai feletteséhez, de Montceau-les-Mines-ben a német sortűz súlyosan megsebesítette. Charles de Gaulle tábornok a kórházi ágyához hozta a Croix de la Libération kitüntetést.
Bourgès-Maunoury 1945 júniusáig a francia hadsereg vezérkari főnökhelyettese, 1946-ban Haute-Garonne nemzetgyűlési képviselője. Robert Schuman első kormányában költségvetési államtitkár, a másodikban hadügyi államtitkár helyettes. 1950-ben közmunkaügyi miniszter. 1951/52-ben nemzetvédelmi miniszterhelyettes, majd fegyverkezésügyi miniszter. 1953 és 1957 között pénzügyminiszter, kereskedelmi és iparügyi miniszter, hadügyminiszter, belügyminiszter és nemzetvédelmi miniszter volt. 1957. június 13-án kormányt alakított, amely november 6-án megbukott. 1960-ban befejezte politikai pályáját és a magánszférában, a Groupe Rivaud bankban dolgozott.

## Kapcsolódó szócikk
- Franciaország miniszterelnökeinek listája